# 昆士頓
昆士頓（英語：Queenston）是加拿大安大略省尼亞加拉區濱湖尼亞加拉鎮東南部一條村落，南臨405號公路和尼亞加拉瀑布城，東至尼亞加拉河，隔河與美國紐約州劉易斯頓對望，兩者以劉易斯頓-昆士頓橋相連。昆士頓坐落尼亞加拉懸崖之上，於大概12000年前本為尼亞加拉瀑布所在；隨著尼亞加拉河的河水不斷侵蝕懸崖上的岩石，瀑布一直往上游移至目前的地點，而沿途則形成長11（6.8英里）的尼亞加拉峽谷（Niagara Gorge）。
美國獨立戰爭後，大批效忠英王的十三州殖民遷居至上加拿大，昆士頓村亦於1770年代由此形成。位處尼亞加拉懸崖上的昆士頓成了採集石灰岩的理想地點，石灰岩採擇場亦應運而生。1812年戰爭期間，英軍、加拿大士兵和莫霍克族原住民在此成功擊退企圖入侵上加拿大的美軍，史稱昆士頓高地戰役。
為了紀念在該戰役中陣亡的英軍統帥艾薩克·布洛克，上加拿大民眾集資在昆士頓高地修建布洛克紀念碑。紀念碑高135英尺（41），於1823年動工，並於1824年10月13日開幕，卻於1840年4月17日被其中一名曾參與1837年叛亂的反英人士炸毀。民眾其後再度集資重建紀念碑；第二代紀念碑採用來自昆士頓採石場的石灰岩，高185英尺（56），1853年動工，1859年10月13日開幕後屹立至今。
昆士頓的英文名曾於19世紀初拼寫作（意即“女王鎮”）。

## 人物
- 威廉姆·萊恩·麥肯西，首任多倫多市長，曾在昆士頓營運印刷工廠[7]

## 外部連結
- 维基共享资源上的相關多媒體資源：昆士頓

43°9′54″N 79°3′21″W / 43.16500°N 79.05583°W